# Pummerin

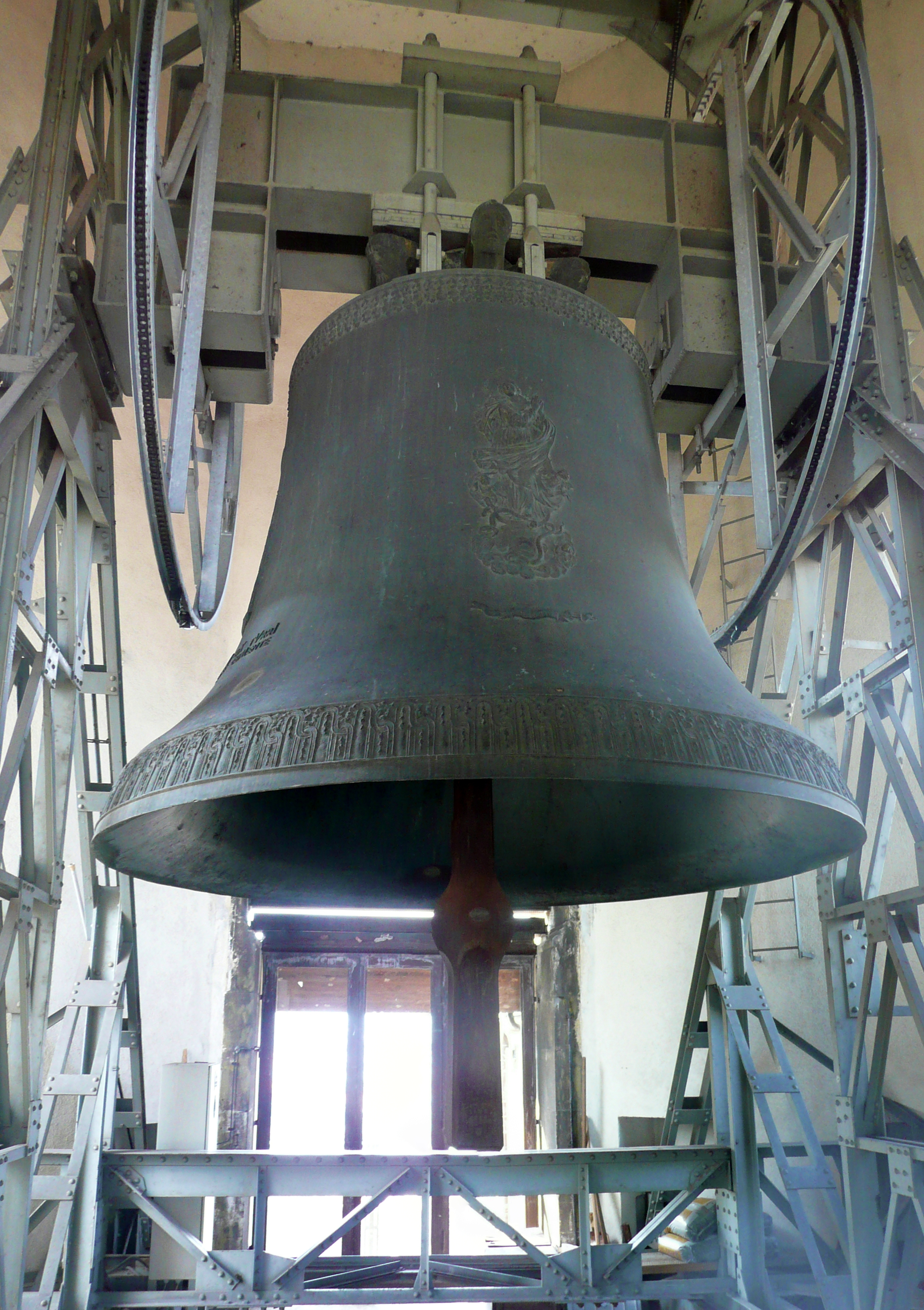
Pummerin mit dem alten Klöppel, der am 11. März 2011 ausgetauscht wurde

Die (neue) Pummerin [ˈpʊmərɪn, wienerisch ˈb̥ʊmɐrɪn] ist eine seit 1957 im Nordturm des Stephansdoms in Wien hängende Kirchenglocke. Die alte Pummerin aus dem Jahre 1711 hing im Südturm und war beim Dombrand am 12. April 1945 herabgestürzt und zerbrochen.
Die jetzige Pummerin wurde 1951 in St. Florian bei Linz gegossen und ist mit 20.130 kg (ohne Klöppel und sonstige Armaturen) und 314 cm Durchmesser die größte Glocke Österreichs, die drittgrößte Glocke West- und Mitteleuropas, die sechstgrößte schwingende der Welt und die drittgrößte freischwingende in einem Kirchturm.
Sie erklingt im Schlagton c0 +4/16 (a1 = 435 Hz) und wird nur zu bestimmten Anlässen geläutet. Darunter ist traditionell der Jahreswechsel, wobei gleichzeitig Aufzeichnungen in Radio und Fernsehen gesendet werden, bevor dort der ebenso traditionelle Donauwalzer erklingt. Geweiht ist sie der heiligen Maria, laut Inschrift die „Königin von Österreich“.
Wegen des teilweise aus Kanonen des osmanischen Heeres stammenden Materials und ihres Neugusses in der Anfangszeit der Zweiten Republik ist sie auch ein Symbol für den Frieden, die wiedererlangte Freiheit nach der Besatzungszeit und, als Geschenk des Bundeslandes Oberösterreich, für den Wiederaufbau des im Zweiten Weltkrieg zerstörten Stephansdoms. Etwas überschwänglich wird die Pummerin auch als „Stimme Österreichs“ bezeichnet. Der Name leitet sich her von dem tiefen, „pummernden“ Schlagton.

## Alte Pummerin

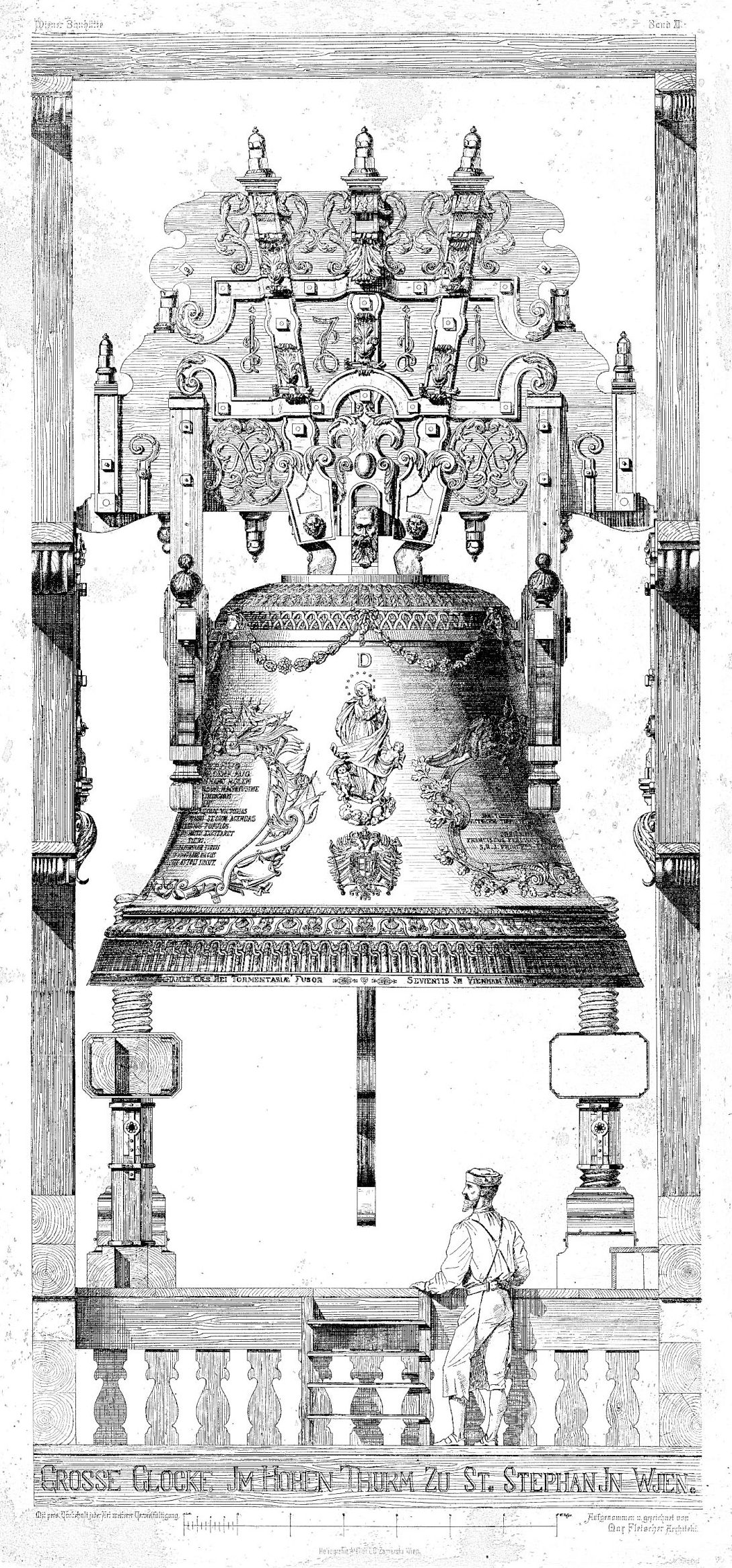
Alte Pummerin, Josephinische Glocke, zwei Eichenholzbalken stützten im heraufgeschraubten Zustand die schwere Glocke zusätzlich zur Aufhängung im hölzernen Glockenstuhl des Südturmes. Zum Läuten der Glocke wurden sie wieder heruntergeschraubt.

Ihre Vorgängerin war die von 1711 bis 1945 im großen Südturm hängende Alte Pummerin, ursprünglich Josephinische Glocke genannt. Sie wurde aus zurückgelassenen Kanonen der Zweiten Wiener Türkenbelagerung von 1683 gegossen. Mit ihrer reichen barocken Zier war sie künstlerisch qualitätvoll, klanglich jedoch weniger gelungen. Die Alte Pummerin ertönte zum ersten Mal am 26. Jänner 1712 anlässlich der Heimkehr Karls VI. von seiner Kaiserkrönung.
Beim Brand des Doms zu Ende des Zweiten Weltkriegs im April 1945 brach der hölzerne Glockenstuhl zusammen. Die Glocke zerschellte auf dem Gewölbering über der Turmhalle; ihre Bruchstücke fielen durch die Öffnung in die Turmhalle. Ihre Trümmer sowie Reste weiterer zerstörter Domglocken wurden beim Guss der neuen Pummerin wiederverwendet.

### Guss und Glockenbeschreibung
Am 18. Dezember 1710 erhielt der Stückgießer, wobei Stück ein alter Ausdruck für Geschütz ist, Johann Achamer (1650–1712) von Kaiser Joseph I. († 17. April 1711) den Auftrag, aus Kanonen, welche von den Türken in der Zweiten Türkenbelagerung im Jahre 1683 vor Wien zurückgelassen worden waren, eine Glocke zu gießen. Am 21. Juli 1711, dem Namenstag der kaiserlichen Witwe, wurde die Glocke in der Wendelstadt (heute Burggasse; Nr. 55) gegossen. Die dort am Eck beginnende Stuckgasse erinnert noch an die Gießerei.
Die Alte Pummerin hatte bei der Einweihung insgesamt eine Masse von etwas mehr als 402 Zentner (22.512 kg), davon die Glocke ohne Joch 324 Zentner 31 Pfund (18.317 kg); das Joch hatte 70 Zentner (3.920 kg) und der Klöppel 7 Zentner 75 Pfund (812 kg). Die am Glockenrand angegebenen 30.000 Pfund entsprechen 16.800 kg. Der Durchmesser betrug 10 Schuh (320 cm), die Höhe samt Krone 9 Schuh, 8½ Zoll (295 cm) und die Dicke des Schlagrings betrug 8 Zoll (21 cm). Sie erklang mit dem Schlagton H –4/16 mehr als einen Halbton tiefer als die heutige Pummerin, wobei Glocken damals mehr nach Gewicht und nicht nach Klang gegossen wurden. Bis in das 19. Jahrhundert hieß sie offiziell nach dem Stifter Josephinische Glocke, wurde aber bald von der Bevölkerung, lautmalerisch an ihren tiefen Ton anknüpfend, „Pummerin“ genannt.
Die Glocke besaß vier lateinische Inschriften:
1. Unter einem Bild des auf einer Wolke stehenden heiligen Joseph, neben dem die Wappen von Ungarn und Böhmen angebracht waren, stand:
“JOSEPHVS Rom. Imp. Semper Augustus AEream hanc molem Munificentiae suae magnitudine Haud indignam Ut Ob tot tantasque Victorias Ad gratias Numinis agendas Subjectos Populos Grandi Sonitu excitaret, Fieri Albertinaeque Turris Ad Singulare decus Isthuc attolli jussit.”
„Joseph I. Römischer Kaiser, zu allen Zeiten Mehrer des Reichs, ließ diese ungeheure Wucht von Erz, auf daß sie der Größe seiner Freigiebigkeit angemessen sei, verfertigen und in diesen albertinischen Turm zur besonderen Zierde desselben aufziehen, damit der mächtige Schall die Völker antreibe, mit ihm dem Allmächtigen für so viele und so herrliche Siege zu danken.“
2. Unter dem Bild der Unbefleckten Empfängnis, neben dem der kaiserliche Adler im Herzschilde Österreichs und Kastiliens Wappen angebracht waren, stand:
“DEIPARÆ Sine Originali labe conceptae Josephi Dei in terris LEOPOLDI Divi Marchionis, Triadis Austriae Tutelaris Sanctissimis, maximisque nominibus Sanctissimis, Victricem tempestatum, fulminumque Machinam Solenni ritu Insignivit, Sacravit Franciscus Ferdinandus ex Baron De Rumel S. R. J. Princeps Episcopus Viennensis.”
„Der ohne Makel empfangen habenden Gottesmutter, Joseph dem Nährvater Gottes auf Erden, dem heiligen Markgrafen Leopold, diesen erhabenen Namen weihte man die Glocke, die über Ungewitter siegreich ist und deren hervorragendes Läutewerk einen alljährlich wiederkehrenden Ritus anzeigt, Franz Ferdinand Freiherr von Rummel, des Heiligen Römischen Reichs Fürsten und Bischof zu Wien.“
3. Unter dem Bild des heiligen Leopold mit dem Wappenschild Österreichs (Bindenschild) stand:
“Aerae Xstianae M.DCC.XI. Anno Quo Austriae ubique Locum tenentem egit Ferdinandus Carolus Comes à Welz Consulis, Johannes Franciscus Benighoffer Aeris Civici Custodis Joannes Sebastianus Höpffner a Brent Aedilis munus egit Georgius Altschaffer.”
„Im Jahre 1711, da Ferdinand Carl Graf von Welz Statthalter, Johann Franz Wenighofer Bürgermeister, Johann Sebastian Höpfer von Brandt Stadtoberkämmerer, und Georg Altschaffer Baumeister war.“
4. Um den mit Laubwerk verzierten Rand stand, wobei bei „CCICC“ die letzten beiden „C“ umgedreht waren:
“Saevientis in Viennam Anno MDCLXXXIII Duosque post menses inde per Carolum Lotharingiae Ducem, et foederatos Principes Xstianos prostigatae Turciae Captivum fulminantium Machinarum aes in grande hoc Divini cultus instrumentum ter CCICC ac plurium libr. Fusoria arte feliciter mutavit Joannes Archamer Caesareae Rei tormentariae fusor.”
„Das Erz der türkischen Kanonen, aus denen sie 1683 durch 2 Monden gegen Wien wütheten, bis sie durch Carln Herzogen von Lothringen und die verbündeten christlichen Fürsten hinweggeschlagen wurden, hat Johann Achammer, kaiserlicher Stuckgießer, in dieses, dem Dienste Gottes geweihte Werkzeug von mehr als 30,000 Pfund mit Kunst und mit Glück verwandelt.“

### Transport und Weihe

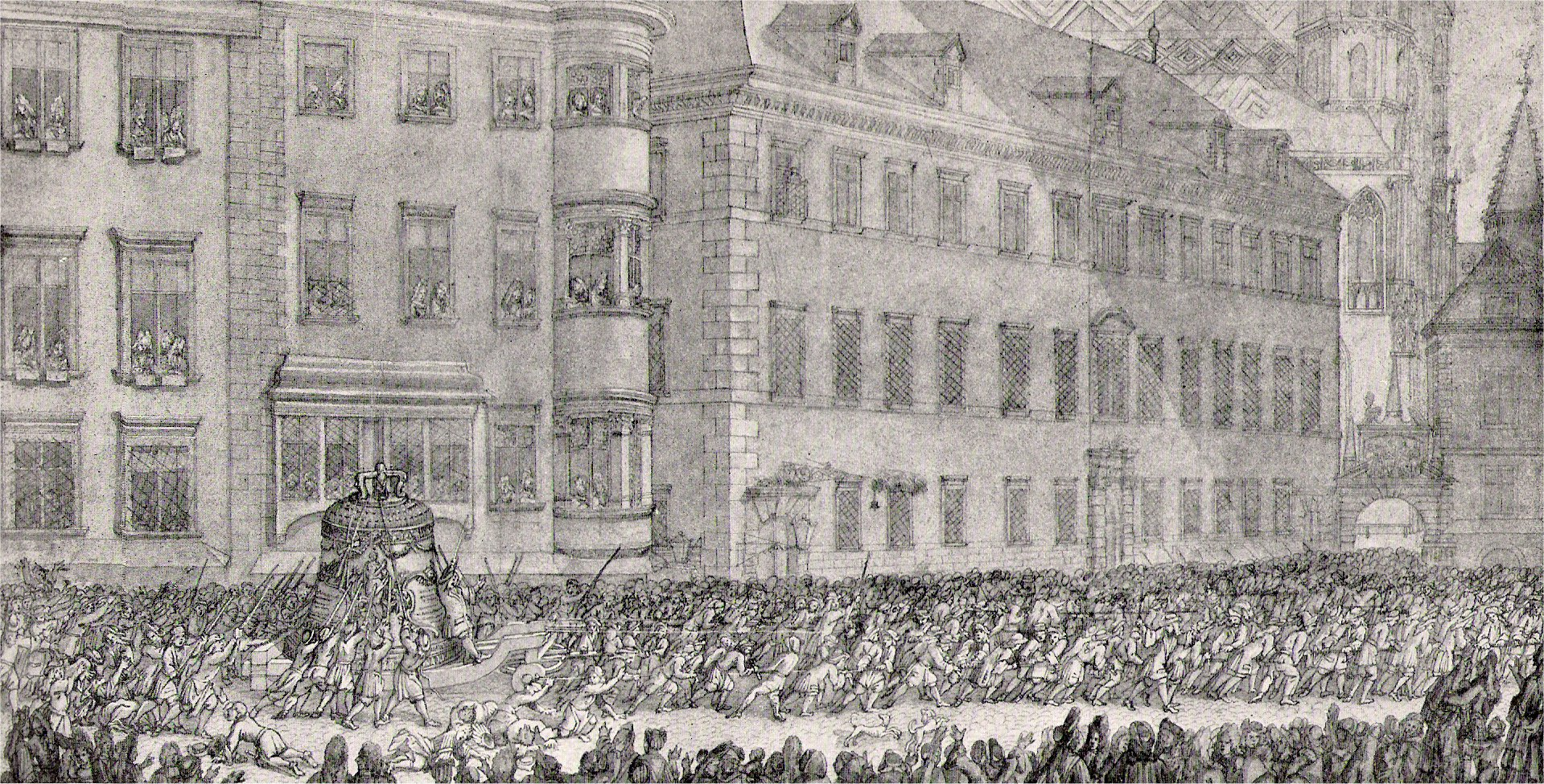
Überführung der josephinischen Glocke nach St. Stephan (1711)

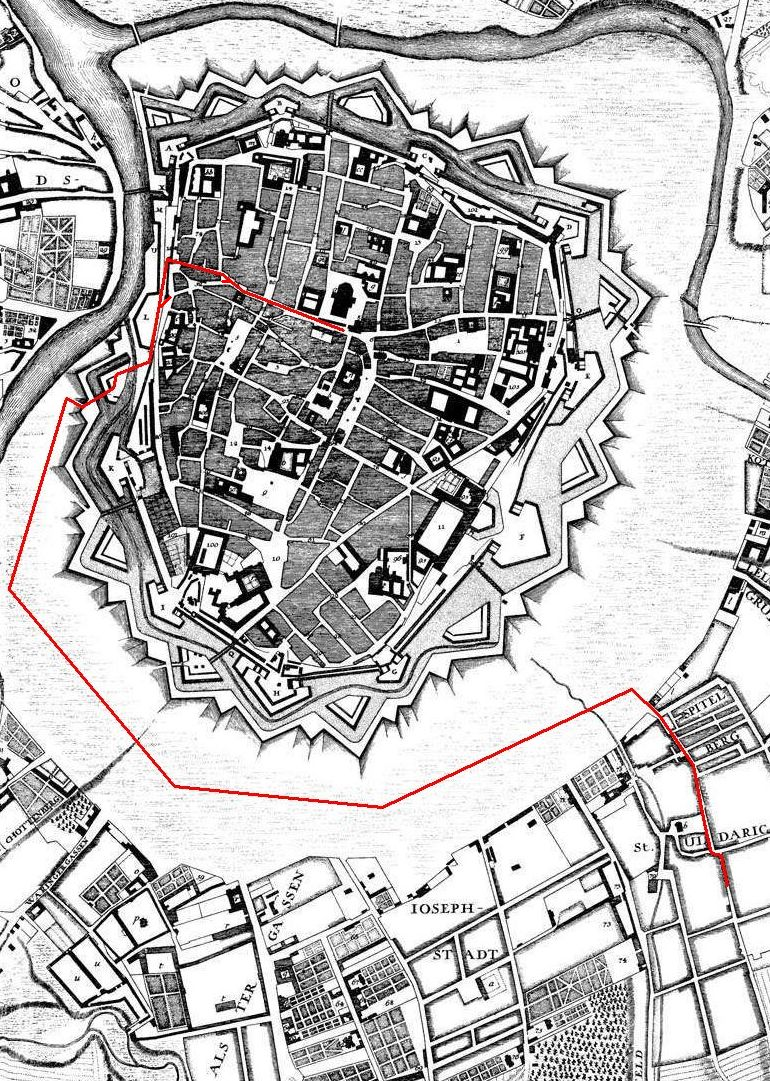
Ungefährer Transportweg von der Gießerei zum Stephansdom auf einem Plan mit Stand 1704

Da die Glocke so groß war und nur durch eines der Stadttore passte, konnten von der Gießerei zum Dom keine direkten und niveaumäßig günstigen Wege gewählt werden. Man musste einen Umweg über das Glacis rund um die Stadt zur Obere Fallen beim Roten Turm (später Fischerthor, heute etwa Morzinplatz) machen. In der neuen Befestigungsanlage war nur dieses Tor groß genug. So musste man in Kauf nehmen, vor allem ab dem Schottentor bergab und von der Stadtmauer zum Dom relativ steil bergauf zu ziehen. Diese Umstände führen bis heute dazu, dass nicht selten fälschlicherweise die dem Tor nächstgelegene Vorstadt, die über der Donau gelegene Leopoldstadt, als Gussort angegeben wird. Schon Monate vorher wurde einem Baumeister der Auftrag erteilt, auf der Strecke vom Roten Turm bis zum Stephansfriedhof (die heutige Rotenturmstraße) die Festigkeit aller unterirdischer Gewölbe zu kontrollieren und falls erforderlich durch Pölzung mit Pfosten zu verstärken.
Am 29. Oktober begann der Transport auf einem eigens gebauten Wagen. Dieser wurde von 200 Freiwilligen – vom Adeligen bis zum Handwerksburschen – an zwei mächtigen Seilen gezogen. Den ursprünglichen Plan, Pferde zu verwenden, ließ man fallen, da man fürchtete, dass sie nicht im Gleichmaß gezogen hätten. Am 4. November war man beim Fischertor angelangt, und am 6. November erreichte man den Stephansdom. Da der Wagen etwas breiter als die Glocke war, die lichte Weite des Domportals nur 2,4 m beträgt und der Abstand zwischen den innersten Gewändesäulen nur 3,2 m misst, mussten zumindest die Türpfosten im unteren Bereich entfernt werden. Ebenso wurde eine Vierung aus dem unteren Teil des Tympanons ausgeschnitten und wieder ersetzt, dessen Unterkante heute 4,4 m über dem Boden liegt. Beim ganzen Transport wurden zwei Maurer schwer verletzt, für welche die Stadt die Behandlungskosten übernahm.
Am 15. Dezember 1711 wurde die Glocke von Bischof Franz Ferdinand Freiherr von Rummel geweiht, die Weihepredigt hielt Pater Reifenstuhl. Ab dem nächsten Tag begann man, sie in den „Albertinischen Turm“ aufzuziehen. Zum ersten Mal geläutet wurde sie am 27. Jänner 1712 zum Gottesdienst zur Rückkehr Karl VI. von seiner Krönung als Römisch-Deutscher Kaiser. 16 Mann mussten zusammen am Glockenstrang ziehen, und es dauerte eine Viertelstunde, bis der Klöppel das erste Mal anschlug.

### Betrieb bis zur Zerstörung
Üblicherweise wurde sie an zehn Tagen im Jahr geläutet. Beim großen Geläute anlässlich eines Dank-Gottesdienstes für den Frieden von Wien (1738) unter Anwesenheit hoher und allerhöchster Persönlichkeiten, die da wären „beide regierenden kaiserlich königlichen katholischen Majestäten, den durchlauchten Erzherzoginnen in Begleitung des päpstlichen Nuntius Paulucci, des französischen Botschafters Marquis de Mirepoir und des venetianischen Botschafters Herrn Alexander Zen, den kaiserlichen geheimen Räten und Kämmerern wie auch vieler anderer hoher Standespersonen beiderlei Geschlechts“, zersprang am 28. Juni 1739 der Schwengel. Beim Hammerschmied Sebastian Wiener (Wimer) in „Pising hinter Neustadt“ (heute Piesting) wurde daher ein neuer, angeblich 15 Zentner 70 Pfund schwerer Schwengel gegossen (879 kg möglicherweise erst 1740, 1952 soll dieser Schwengel 813 kg gehabt haben). Dieser Klöppel soll auch anfangs bei der neuen Pummerin verwendet worden sein. Wegen des großen Gewichts ruhte die Glocke gewöhnlich auf zwei Eichenbalken, die man vor dem Läuten herunterschraubte.
Obwohl ein gut gebauter Glockenstuhl Schwingungen dämpfen kann, wurde die Pummerin zu einem Problem für den schlanken, hohen Südturm. Dombaumeister Friedrich von Schmidt untersagte, nachdem er Risse im Turm entdeckt hatte, 1875 das Läuten der Pummerin. Man bockte sie auf, hob sie vor dem Läuten an, und schlug nur den Klöppel an. 1908 kam es anlässlich des 60. Regierungsjubiläums Kaiser Franz Josephs I. zu der Initiative, die Glocke nach „dreißigjährigem Schweigen wieder die Gläubigen zu Tedeum in den Dom“ rufen zu lassen. Erst beim Begräbnis von Kaiser Franz Joseph I. im Jahre 1916 machte man eine Ausnahme. Zum letzten Mal war sie nach Domkapellmeister Anton Wesely zu Ostern 1937 zu hören. Nach Karl Rudolf, einem Augen- und Ohrenzeugen aus der näheren Umgebung von Kardinal Innitzer, „läuteten in Linz und Wien beim Einzug Adolf Hitlers die Glocken, auch die alte ‚Pummerin‘ von St. Stephan [… Wahrscheinlich sind der 12. und der 14. April 1938 gemeint]“
Gegen Ende des Zweiten Weltkriegs kam es in etlichen Häusern rund um die Kirche zu Plünderungen und Brandstiftungen; der Dom fing Feuer und brannte vom 11. bis 13. April 1945. Da vom 6. bis zum 13. April im Stadtgebiet die Kämpfe zwischen deutschen und sowjetischen Truppen tobten und in der Nacht vom 11. auf den 12. April gerade der Donaukanal Richtung Brigittenau überquert wurde, war an Löscharbeiten nur schwer zu denken. Auch standen ab dem 7. April nur ein einsatzfähiges Löschfahrzeug und 18 Feuerwehrmänner zur Verfügung. Die beiden großen Wasserleitungen des Doms waren bereits am 12. März 1945 bei einem US-Bombenangriff zerstört worden. Durch den Brand fing auch der hölzerne Glockenstuhl Feuer; die Pummerin stürzte am 12. April 1945 um 14:30 Uhr in die Tiefe, zerbrach auf dem Gewölbering über der Turmhalle, in welche ein Großteil ihrer Bruchstücke fielen und dabei das Türkenbefreiungsdenkmal zerstörten. Ihr Klöppel liegt heute im Lapidarium unter dem Mittelschiff.

## Halbpummerin
Schon vor der Josephinischen Glocke gab es eine Glocke im Dom, die Pummerin genannt wurde, gegossen 1588 von Urban Weiß. Ihr eigentlicher Name war Johannesglocke. Erst im 19. Jahrhundert ging die Bezeichnung Pummerin auf die größere und tontiefere Josephinische Glocke über, während sich für die Johannesglocke der Name Halbpummerin einbürgerte. Diese hing im Nordturm, wo heute die Pummerin hängt. Die Halbpummerin wog 11.676 kg, hatte einen Durchmesser von 257 cm, und erklang auf dem Schlagton e0 +8/16. Diese Glocke soll klanglich und künstlerisch ein Meisterwerk ersten Ranges gewesen sein, der berühmten Gloriosa des Erfurter Domes ebenbürtig. Zum Zeitpunkt ihres Gusses war die Halbpummerin die größte Glocke im deutschen Sprachraum. Während der Zweiten Wiener Türkenbelagerung war sie die einzige Glocke der Stadt, die bei drohender Gefahr geläutet werden durfte, weshalb sie bisweilen auch Angsterin genannt wurde.
Die Halbpummerin stürzte in der Nacht vom 11. zum 12. April 1945 beim Dombrand ins Querhaus. Die geborgenen Reste wurden ebenfalls für den Guss der neuen Pummerin verwendet.

## Neue Pummerin

Neue Pummerin in der Glockengießerei St. Florian, Mitarbeiter der Gießerei mit der Ziseleurin Gertrude Stolz und Landeshauptmann Heinrich Gleißner

### Guss und Glockenbeschreibung
Aus dem geborgenen Material der alten Pummerin (16.592 kg), Teilen zweier ebenfalls abgestürzter Glocken aus dem Stephansdom (sogenannte Halb- und Viertelpummerin, 7.130 kg) und etwas Material aus den Beständen der Glockengießerei (1.400 kg, zusammen 25.122 kg) wurde im Jahre 1951, als Geschenk des Bundeslands Oberösterreich, durch die Oberösterreichische Glocken- und Metallgießerei in Sankt Florian unter dem Werkmeister Ing. Karl Geiß (bzw. Geisz, 1905–1953, Karl-Geiß-Gasse) und dem Gussmeister Edmund Karl eine neue gegossen. Die nötige Infrastruktur in der Gießerei (Gießgrube, Ofen) musste wegen der Dimensionen eigens errichtet werden. 1949 begann man mit dem Aufbau der Form. Der erste Guss vor einem Publikum von etwa 600 Leuten am 26. Oktober 1950 misslang: zehn Minuten nach dem Anstich gab ein Stützbalken der Verdämmung nach, die auf 1300 °C erhitzte Glockenspeise floss aus und setzte die Zuschauertribüne in Brand. Die schon seit dem Vortag in Bereitschaft stehende Marktfeuerwehr konnte das Feuer in kurzer Zeit löschen. Der zweite Guss wurde am 5. September 1951 von 10:21 Uhr bis 10:31 Uhr fertiggestellt, am 26. September war die vom Mantel befreite Glocke fertig und am 3. Dezember wurde die fertige Glocke abgenommen.
Die „Stimme Österreichs“, wie sie auch genannt wird, schlägt auf voller Läutehöhe 34 mal pro Minute an und hat eine Abklingdauer von etwa 200 Sekunden. Sie hat einen Durchmesser von 314 cm, ist insgesamt 294 cm hoch (bis zur Haube 246 cm) und hat eine maximale Wandstärke von 23 cm bei einem Gewicht von 20.130 kg, wozu noch der 613 kg schwere Klöppel und zusätzliches Material kommen, und hat insgesamt über 21.000 kg. Damit ist sie, nach der Petersglocke im Kölner Dom (24.000 kg) und Maria Dolens im italienischen Rovereto (23.000 kg), die drittgrößte Glocke West- und Mitteleuropas und die sechstgrößte schwingende Glocke der Welt; bei anderen wird nur der Klöppel bewegt oder bei buddhistischen Tempel-Glocken mit einem Schlagbaum gearbeitet. Die Legierung hat einen Kupfergehalt von 80,6 Prozent, einen Zinngehalt von 18,4 Prozent und 1 Prozent sonstige Metalle. Angetrieben wird sie von zwei elf PS (2 × 8,1 kW) starken Motoren, die auf zwei übergroße Läuträder und das leicht gekröpfte Joch wirken.
In ihren Reliefs von Franz Forster (1896–1993) zeigt sie Motive von der Türkenbelagerung, vom Brand des Stephansdoms 1945 und die Unbefleckte Empfängnis nach einer werktreuen Wiedergabe jener der alten Pummerin. Auf den Armen der Henkelkrone sind sechs Türkenköpfe zu sehen. Bei den Reliefs stehen in lateinischer Sprache folgende Inschriften: (Die Jahreszahlen sind in Form eines Chronogramms mit übergroßen Buchstaben kodiert. Sie stehen hier im Anschluss an die deutsche Übersetzung in arabischen Ziffern.)
1. Zur Türkenbelagerung:
“FVSA EX PRAEDA TVRCORVM VRBE EXSANGVI HOSTIS POTENTIA FORTITER SVPERATA IVBILANTE”
„Gegossen bin ich aus der Beute der Türken, als die ausgeblutete Stadt nach tapferer Überwindung der feindlichen Macht jubilierte.“ 1711.
2. Zum Brand von St. Stephan:
“CONFRACTA INCENDII AESTV RVI EX TVRRI VASTATA VRBE BELLO ANGOREQVE GEMENTE”
„Geborsten bin ich in der Glut des Brandes. Ich stürzte aus dem verwüsteten Turm, als die Stadt unter Krieg und Ängsten seufzte.“ 1945.
3. Die Weiheinschrift lautet:
“RESTAVRATA THEODORO CARDINALI INNITZER HENRICO GLEISSNER NAVANTE GEISZ CAROLO OPIFICE CONSECRATA REGINAE AVSTRIAE VT POTENTI EIVS PRECE SIT PAX IN LIBERTATE”
„Wiederhergestellt unter Kardinal Theodor Innitzer, über Bemühung von Heinrich Gleißner durch den Werkmeister Karl Geisz. Geweiht der Königin von Österreich, damit durch ihre mächtige Fürbitte Friede sei in Freiheit.“ 1951.

Oberhalb der Weiheinschrift befindet sich das Wappen der Republik Österreich, unterhalb das oberösterreichische Landeswappen, sowie die Wappen Kardinal Innitzers, des Linzer Bischofs Josef Fliesser und der Glockengießerei St. Florian.

### Transport, Weihe und Aufzug

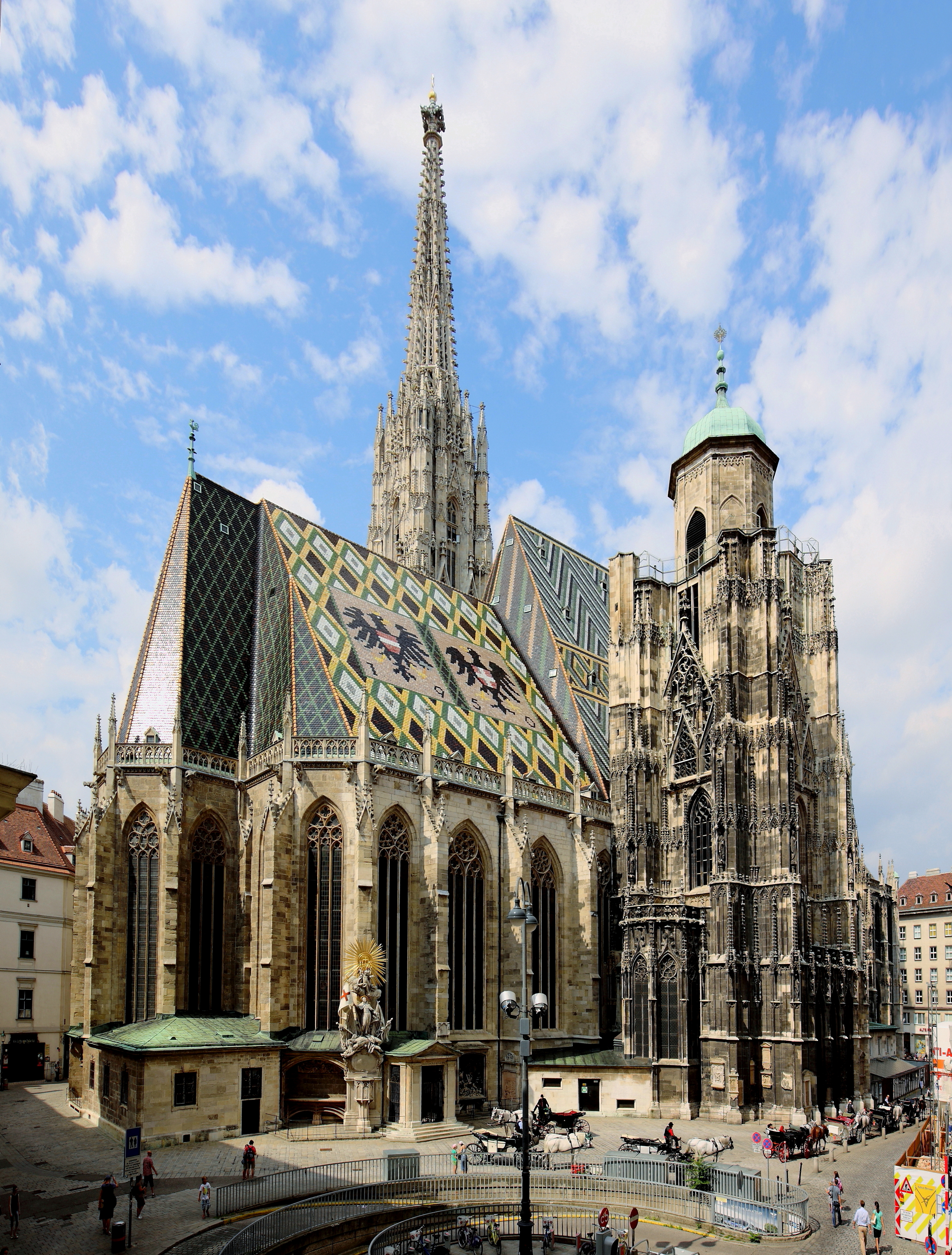
Nordturm des Stephansdomes mit der Glockenstube der Pummerin

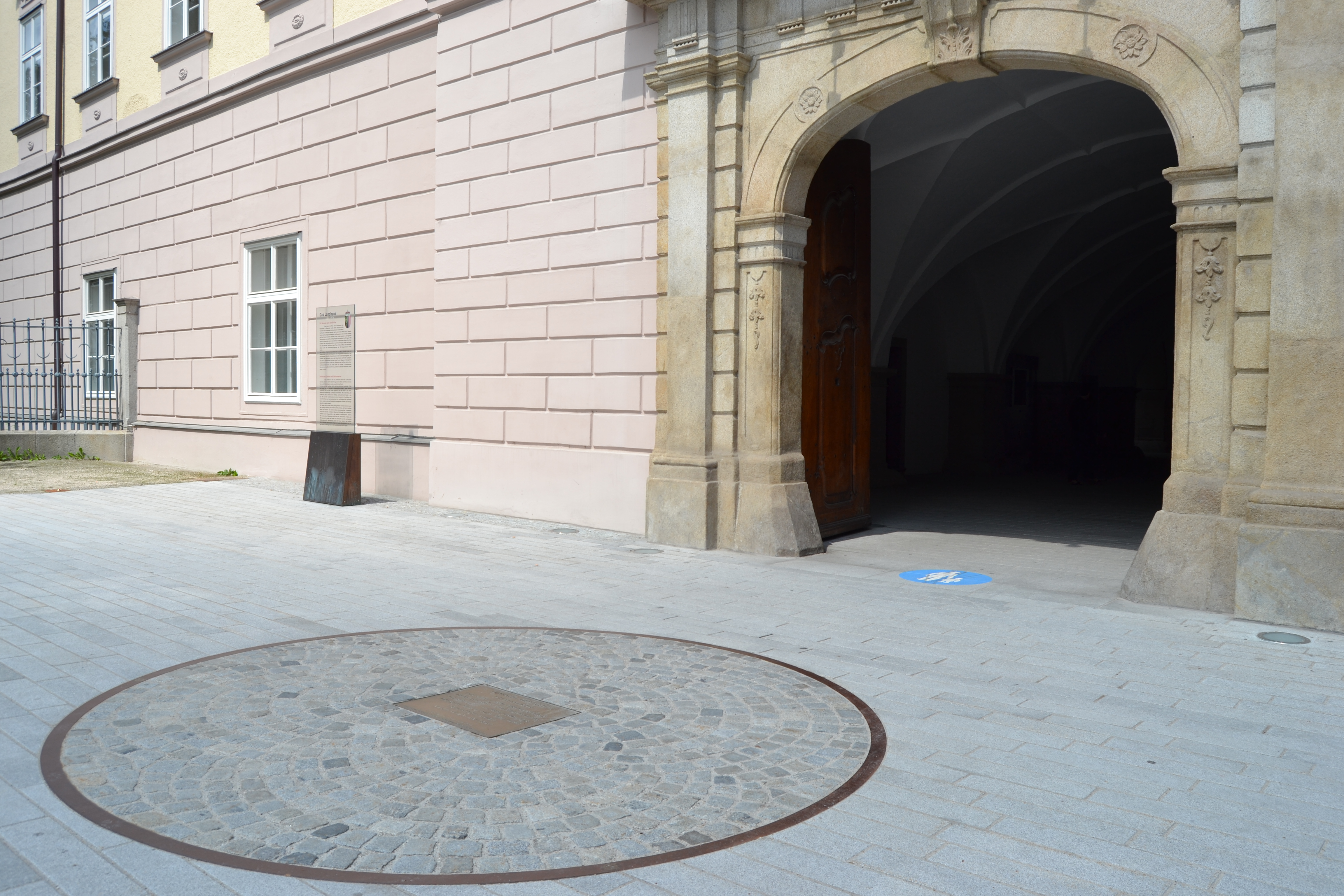
Glockenring der Pummerin vor dem Linzer Landhaus.

Am 21. Dezember 1951 wurde die Glocke in St. Florian verabschiedet und nach Linz gebracht. Von 22. Dezember 1951 bis 23. April 1952 wurde sie im Hof des Oberösterreichischen Landesmuseums ausgestellt, der zu diesem Zweck extra überdacht wurde, und eine Ausstellung über die alte und die neue Pummerin zusammengestellt. Mit 70.000 Besuchern war es eine der erfolgreichsten Ausstellungen des Museums. In der Pflasterung vor dem Südportal des Linzer Landhauses wurde 1956 der sogenannte Glockenring der Pummerin eingelassen, ein Metallring mit dem Umfang der Pummerin, in Erinnerung daran, dass die Glocke von hier ihre Reise nach Wien angetreten hat. Diese begann am 25. April 1952 mit Übernachtung in St. Pölten. Die Glocke wurde mit einem mit zwei LKW bespannten Tieflader transportiert. In Wien wurde sie am 26. April um 16 Uhr auf dem Stephansplatz von einer jubelnden Menschenmenge empfangen und vom Kardinal geweiht. Unterwegs hatten unzählige Menschen den Weg gesäumt und die sowjetischen Soldaten an der Zonengrenze ließen den Konvoi unter Anwesenheit des sowjetischen Stadtkommandanten von St. Valentin ausnahmsweise ohne Kontrolle von Transportschein und Identitätsausweisen passieren.
Wegen der statischen Probleme, die die alte Glocke verursacht hatte, und einer weiteren Schwächung des Südturms – vor allem im Bereich der Glockenstube – durch die Brandhitze von 1945 wurde als Platz der neuen Pummerin der niedrigere und breitere Nordturm bestimmt. Da jener durch den Brand des Stephansdoms Schaden genommen hatte und zu diesem Zeitpunkt aber noch nicht wieder aufgebaut war, wurde sie in einen provisorischen Glockenstuhl aus Stahl gehängt, der im Hof der Dombauhütte Aufstellung fand. Dort wurde am 27. April um 2:40 Uhr testweise der Klöppel angeschlagen, ein Ereignis, auf welches einige Menschen am Stephansplatz gewartet hatten.
Am 27. April wurde sie beim Festgottesdienst zur Eröffnung des wiederhergestellten Chores zum ersten Mal geläutet. Zum Jahreswechsel 1952/1953 wurde das jährliche Neujahrsläuten als fixer Bestandteil der Läuteordnung eingeführt. Schon beim ersten Mal wurde eine zuvor erstellte Aufzeichnung vom Sender Rot-Weiß-Rot, als dort übliche Neujahrsglocken, gesendet. Bei der Premiere vor dem Stephansdom brach beim zehnten Schlag der von der alten Glocke übernommene Klöppel. Die VÖEST spendete daraufhin einen neuen. Im Mai 1953 wurde das endgültige elektrische Läutwerk der Firma Bokelmann & Kuhlo aus Herford installiert, welche schon vor dem Krieg Läutmaschinen an den Dom lieferte. Gespendet hatte es die Versicherungsanstalt österreichischer Bundesländer, heute in den UNIQA Versicherungen aufgegangen.
Am 3. Oktober 1957 wurde die Glocke in den Dom gebracht, wobei man beim Riesentor – wie auch bei der ersten Glocke – einen Teil der Seitensteine entfernen musste. Am 5. Oktober 1957 konnte sie schließlich aufgezogen werden, am 13. Oktober wurde der Turmhelm geweiht und nach dem Evangelium ertönte sie erstmals am Turm.

### Weitere Veränderungen

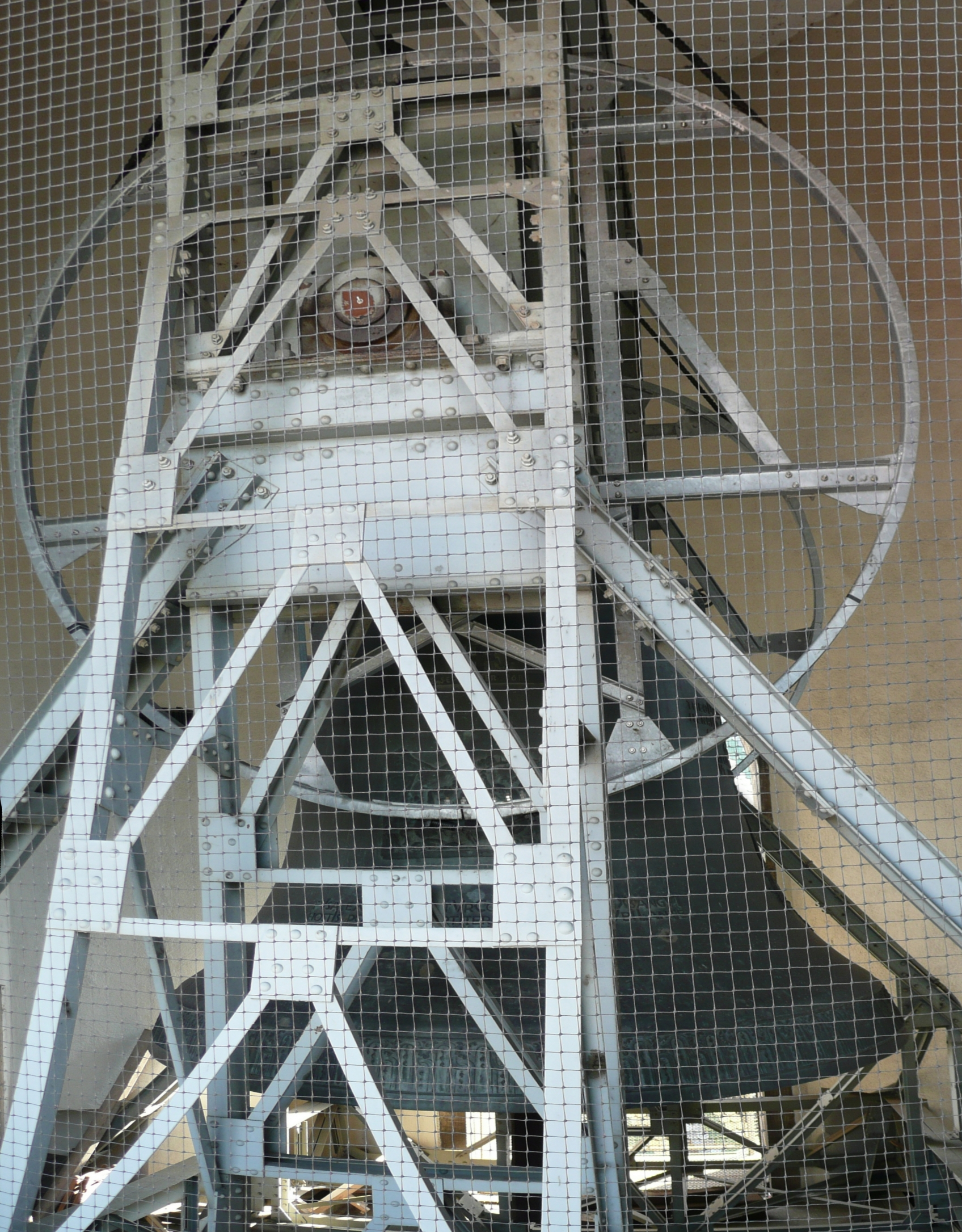
Detail des Läuteantriebs

Bald nach der Wiedereröffnung des Doms kam der Gedanke auf, ein neues Festgeläute, das klanglich auf die Pummerin abgestimmt sein sollte, anzuschaffen: Nach einigen Geldproblemen konnte der damalige Nationalratspräsident Leopold Figl Spenden auftreiben und am 2. Oktober 1960 wurde unter anderem dieses Geläut in der Glockenstube des Südturms eingeweiht.
Nach einer elektromechanischen Steuerung bekam die Pummerin im Jahr 2003 ein elektronisches Läutwerk der MUFF AG, die mit den beiden Antriebsmotoren ein gleichmäßigeres Einschwingen der Glocke erlaubt und damit Glocke wie Glockengestühl weniger belastet. Am 23. April 2007 wurde die Glocke außertourlich um 18:00 Uhr und zum Kirchweihfest um 19:30 Uhr geläutet. Dabei wurde sie einem Belastungstest im Rahmen des europäischen Projektes ProBell unterzogen. Dazu wurden von der Hochschule Kempten und der Innsbrucker Glockengießerei Grassmayr Dehnungsmessstreifen, Beschleunigungssensoren und spezielle Messmikrophone angebracht, um die Belastungswerte beim Anschlagen zu messen und eventuell auch beginnende Sprünge zu erkennen.
2010 wurde das Europäische Kompetenzzentrum für Glocken ProBell an der Hochschule Kempten beauftragt, einen neuen Klöppel für die Pummerin zu konstruieren, da die bereits im Jahr 2007 erfassten Beanspruchungen beim Läuten sehr hoch waren und ein hohes Risiko für Ermüdungsrisse an der Glocke bestand. Ursache dafür war insbesondere der mit 886 Kilogramm sehr schwere Klöppel mit ungünstigen dynamischen Eigenschaften. Der neue Klöppel ist mit 613 Kilogramm etwa 30 % leichter als sein Vorgänger und läutet die Glocke deutlich schonender, ohne dabei die klangliche Anregung der Glocke zu vernachlässigen. Am Samstag, den 4. Dezember 2010, dem Tag der heiligen Barbara (auch Schutzheilige der Schmiede und Glockengießer), begann die baden-württembergische Firma Edelstahl Rosswag mit den Schmiedearbeiten für den neuen Klöppel für die Pummerin aus einem rund eine Tonne schweren Stahlblock; der fertige Klöppel wurde am 9. März 2011 an der Pummerin angebracht. Die Technische Versuchs- und Forschungsanstalt der TU Wien untersuchte vor Einbau des neuen Klöppels, ob die vorhandene Klöppelaufhängung weiter verwendet werden kann. Die Montage erfolgte unter der Leitung von Peter Grassmayr von der Glockengießerei Grassmayr.

### Läuteordnung

#### Reguläre Anlässe
Die Pummerin wird einerseits zu festgelegten Anlässen geläutet. Darunter fallen hohe katholische Festtage wie Ostern, Pfingsten, Fronleichnam, Heiliger Abend und der Stefanitag (Hauptpatron der Kirche). Auch zum Jahreswechsel wird die Pummerin geläutet, eine Aufzeichnung davon ist immer der erste Programmpunkt des neuen Jahres im Radio- und Fernsehprogramm des ORF, gefolgt vom Donauwalzer. Zu Allerseelen (2. November) wird die Pummerin zum Angedenken der Gefallenen des Zweiten Weltkriegs und am 23. April zum Domweihfest geläutet.
| Datum/Tag      | Uhrzeit (Beginn)      | Anlass                                                           |
| -------------- | --------------------- | ---------------------------------------------------------------- |
| 24. Dezember   | ≈ 17:30               | Hl. Abend nach der Ersten Vesper (Hochfest der Geburt des Herrn) |
| 24. Dezember   | 23:55                 | Hl. Abend zu Beginn der Christmette                              |
| 26. Dezember   | ≈ zw. 11:50 und 12:10 | Stefanitag (nach dem Hochamt)                                    |
| 31. Dezember   | ≈ 17:30               | Jahresschlussandacht                                             |
| 1. Jänner      | 00:00                 | Einläuten des neuen Kalenderjahres                               |
| Karsamstag     | ≈ zw. 23:00 und 23:45 | Ostergloria in der Osternacht (zum Auszug)                       |
| Ostersonntag   | ≈ zw. 11:50 und 12:10 | Hochfest der Auferstehung des Herrn (nach dem Hochamt)           |
| 23. April      | ≈ zw. 19:20 und 19:30 | Domweihfest                                                      |
| Pfingstsonntag | ≈ zw. 11:45 und 12:00 | Hochfest Pfingsten (nach dem Hochamt)                            |
| Fronleichnam   | ≈ 09:30               | Beginn der Prozession                                            |
| Fronleichnam   | ≈ 11:30               | nach dem Hochamt                                                 |
| 26. Oktober    | ≈ 19:00               | Nationalfeiertag, nach der Abendmesse                            |
| 2. November    | ≈ 17:45               | Allerseelen                                                      |

#### Besondere Anlässe
Andererseits wird die Pummerin geläutet, wenn der Papst, ein Wiener Erzbischof oder ein Wiener Dompfarrer verstorben ist, ebenso nach der Wahl eines neuen Papstes und bei der Inthronisation eines Wiener Erzbischofs. Dann noch beim Trauergottesdienst für einen verstorbenen österreichischen Bundespräsidenten und dem eines Wiener Bürgermeisters, und nach besonders tragischen Ereignissen wie z. B. im Gedenken an die Opfer von Kaprun.
Auswahl besonderer Anlässe, insbesondere neueren Datums, zu denen die Glocke zusätzlich zu den periodisch wiederkehrenden Terminen geläutet wurde:
| Datum                    | Anlass |
| ------------------------ | --- |
| 15. Mai 1955             | Zu Mittag nach der Unterzeichnung des Österreichischen Staatsvertrags und um 16:45 Uhr zum Festgottesdienst                                      |
| 22. November 1963        | Ermordung John F. Kennedys |
| 1. April 1989            | Beerdigung Kaiserin Zita |
| 10. April 2000           | Begräbnis von Altbundespräsident Rudolf Kirchschläger                                                                                            |
| 17. November 2000        | Trauergottesdienst zum Gedenken an die Opfer der Brandkatastrophe am Kitzsteinhorn                                                               |
| 11. September 2001       | Terroranschläge am 11. September 2001 in New York City (während des Requiems für Altbundeskanzler Josef Klaus)                                   |
| 18. Dezember 2003        | „Symbolisches Probeläuten“ für die Presse um 14:00 Uhr anlässlich der Präsentation der neuen elektronischen Steuerung                            |
| 13. und 27. März 2004    | Am 13. März um 8:00 Uhr für den in der Nacht verstorbenen Kardinal Franz König und am 27. März zum Trauergottesdienst                            |
| 10. Juli 2004            | Trauergottesdienst für Bundespräsident Thomas Klestil                                                                                            |
| 2., 3. und 8. April 2005 | Um 22:00 Uhr zum Tod, dann zum Gedenkgottesdienst und zum Begräbnis von Johannes Paul II.                                                        |
| 19. April 2005           | Wahl von Kardinal Joseph Ratzinger zum Papst Benedikt XVI.                                                                                       |
| 23. Mai 2005             | Gottesdienst für den neuen Papst |
| 12. April 2005           | Um 14:30 Uhr zum Gedenken an die Zerstörung der alten Glocke vor 60 Jahren                                                                       |
| 8. Mai 2005              | 60. Jahrestag zum Ende des Zweiten Weltkriegs 1945                                                                                               |
| 15. Mai 2005             | 50. Wiederkehr der Unterzeichnung des Staatsvertrags und Wiedererlangung der Freiheit Österreichs 1955 und gleichzeitig Pfingstsonntag           |
| 23. April 2007           | Um 18:00 Uhr wurde die Glocke außertourlich und um 19:30 Uhr zum Kirchweihfest geläutet und gleichzeitig ein Belastungstest durchgeführt.        |
| 23. Juni 2007            | Totenfeierlichkeiten für Altbundespräsident Kurt Waldheim                                                                                        |
| 9. September 2007        | Einzug von Papst Benedikt XVI. im Stephansdom |
| 26. Oktober 2007         | Festgottesdienst „für Heimat und Vaterland“ am Österreichischen Nationalfeiertag (erstmals)                                                      |
| 12. Mai 2008             | Bischofsweihe des neuen Wiener Weihbischofs Stephan Turnovszky                                                                                   |
| 26. Oktober 2008         | Festgottesdienst „für Heimat und Vaterland“ am Österreichischen Nationalfeiertag                                                                 |
| 8. November 2008         | Requiem für den verstorbenen Altbürgermeister von Wien, Helmut Zilk                                                                              |
| 9. März 2011             | Einbau und Test des neuen Klöppels |
| 16. Juli 2011            | Requiem für den verstorbenen Otto von Habsburg-Lothringen                                                                                        |
| 13. März 2013            | Wahl von Kardinal Jorge Mario Bergoglio zum Papst Franziskus                                                                                     |
| 12. April 2015           | 70. Jahrestag des Dombrandes 1945 |
| 31. August 2015          | Trauergottesdienst für die Opfer der Flüchtlingstragödie bei Parndorf                                                                            |
| 16. April 2019           | Solidaritätsbekundung zum Brand von Notre-Dame de Paris                                                                                          |
| 12. April 2020           | 75. Jahrestag des Dombrandes 1945 |
| 4. Oktober 2020          | Orgelweihe im Stephansdom; zweinmal : mit allen Domglocken zum Beginn des Gottesdienstes und Solo zum Abschluss des Gottesdienstes               |
| 3. November 2020         | Glockenläuten in allen Wiener Kirchen, zeitgleich zur „Minute des stillen Gedenkens“ an die Opfer des Terroranschlag in Wien am 2. November 2020 |
| 25. Februar 2022         | Anlässlich einer überkonfessionellen Gedenkminute für den Frieden wegen des Russischen Überfalles auf die Ukraine                                |
| 31. Dezember 2022        | Tod des früheren, 2013 zurückgetretenen Papstes Benedikt XVI.                                                                                    |
| 13. März 2024            | Festgottesdienst im Rahmen der Gedenkfeier des 20. Todestages des ehem. Kardinals Franz König und der 60 Jahr-Feier des Pro Oriente              |
| 8. Dezember 2024         | Aus Anlass der Einweihung von der Kathedrale Notre-Dame in Paris tags zuvor                                                                      |
| 21. April 2025           | Tod des Papstes Franziskus, Pummerinläuten kurz nach 10 Uhr.                                                                                     |
| 8. Mai 2025              | Wahl von Kardinal Prevost zum Papst Leo XIV. |
| 11. und 12. Juni 2025    | Gedenkminute nach dem Amoklauf in Graz am 10. Juni 2025, anschließend am 12. Juni 2025 zum interkulturellen Gedenkgottesdienst                   |

## Weitere Pummerinnen

### Wien
- Die 1945 beim Brand zerstörte zweitgrößte Glocke des Wiener Stephansdomes wurde Halbpummerin genannt, die ebenfalls zerstörte drittgrößte Glocke hieß Viertelpummerin. Noch heute wird die zweitgrößte Domglocke – die Stephanusglocke – manchmal als Halbpummerin bezeichnet. Die Bezeichnung Viertelpummerin für die drittgrößte Glocke – die Leopoldsglocke – ist aber nicht mehr gebräuchlich.
- Nur wenige Gehminuten vom Stephansdom entfernt hängt eine weitere Pummerin: die große Glocke der Wiener Jesuitenkirche, eine der schönsten und wohlklingendsten Glocken Österreichs. Sie wurde 1631 von Friedrich Reinhart in Innsbruck gegossen und per Schiff nach Wien transportiert. Ihr Durchmesser beträgt 180 cm, ihr Gewicht ca. 3.800 kg, und ihr Schlagton ist b0 −2/16.[23]
- In Wien gibt es noch eine Pummerin: die große Glocke der Pfarrkirche Neusimmering wird Simmeringer Pummerin genannt. Es handelt sich um eine Stahlglocke der Firma Böhler, gegossen 1926. Ihr Durchmesser beträgt ca. 180 cm, ihr Gewicht ca. 3.000 kg, ihr Schlagton ist h0.[23]

### Niederösterreich
- Die große Glocke der Piaristenkirche in Krems an der Donau (Niederösterreich) wird Piaristenglocke oder auch Kremser Pummerin genannt: gegossen 1702 von Mathias Prininger in Krems, Durchmesser 208 cm, Gewicht 5.016 kg, Schlagton g0 +2/16.[23]
- Die große Glocke des Stiftes Herzogenburg in Niederösterreich wird Bummerin genannt: gegossen 1719 von Franz Ulrich Scheichel in Wien, Durchmesser 188 cm, Gewicht 3.864 kg, Schlagton a0 −4/16.[23]
- Die große Glocke der Stadtpfarrkirche St. Stephan in Tulln an der Donau (Niederösterreich): gegossen 1752 von Franz Wucherer in Wien, Durchmesser 188 cm, Gewicht 4.224 kg, Schlagton a0 +2/16.[23] Die zweitgrößte Glocke nach der Pummerin wird Halbpummerin genannt: gegossen 2013 von Rudolf Perner, Durchmesser 142 cm, Gewicht 1.678 kg, Schlagton cis1.
- Die große Glocke der Pfarrkirche Bruck an der Leitha, gegossen 1752 von Johann Josef Pfrenger aus Wien, Durchmesser 158 cm, Gewicht 2.339 kg, Schlagton h0 −2/16.[23]
- Die große Glocke der Pfarrkirche Wullersdorf: gegossen 1965 von Josef Pfundner II. in Wien, Durchmesser 128 cm, Gewicht 1268 kg, Schlagton dis1±0/16.[80]

### Bayern
- Die größte Passauer Domglocke ist die Pummerin im Schlagton fis0 −8/16. Sie hat einen Durchmesser von 232 cm und ein Gewicht von 7.850 kg. Die Glocke wurde 1952 von der Glockengießerei Rudolf Perner in Passau gegossen.[81]
- Vom Turm des Liebfrauenmünsters in Donauwörth erklingt die Pummerin, die mit ihren 6.550 kg als die größte Glocke in Schwaben gilt. Sie wurde ursprünglich 1512 gegossen und nach einem Sprung von Johannes Schelchshorn aus Neuburg an der Donau im Jahre 1677 umgegossen. Nach einem erneuten Sprung goss sie Theodor Wolfart aus Kempten 1886 neu. Ihr Schlagton ist as0.[82][83]

### Böhmen
- Die schwerste Glocke im Schwarzen Turm (tschechisch Černá věž) in Budweis ist die Bumerin. Sie wurde 1723 vom Linzer Glockengießer Silvius Creuz mit einem Gewicht von knapp 3,5 Tonnen gegossen.[84][85]

## Film
- Pummerin – Die Stimme Österreichs. Dokumentarfilm, Österreich, 2016, 43:23 Min., Buch und Regie: Peter Beringer, Produktion: embfilm, ORF III, Reihe: ORF III Themenmontag, Erstsendung: Ostermontag, 28. März 2016 bei ORF III, Inhaltsangabe von ORF III (3sat-Mediathek).